# Guerra do Líbano de 1982

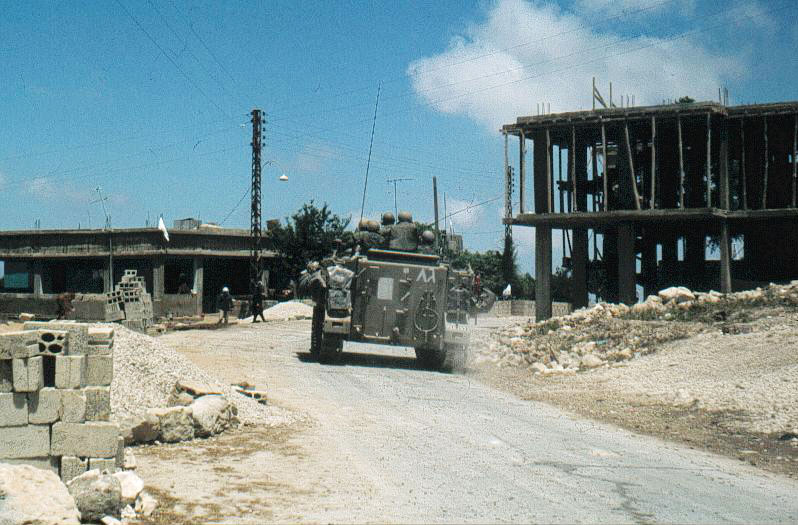
Tropas de Israel no sul do Líbano, em junho de 1982.

A Guerra do Líbano de 1982, também referida como Invasão do Líbano de 1982 (em árabe: غزو لبنان عام 1982, transl. Ghazou Loubnan ‘Am 1982) 
ou Invasão israelense do Líbano em 1982 (em árabe, الاجتياح الإسرائيلي للبنان عام 1982) e chamada, em Israel, Operação Paz na Galiléia (em hebraico, מבצע שלום לגליל, transl. Mivtsa Shalom LaGalil) ou Primeira Guerra do Líbano (em hebraico: מלחמת לבנון הראשונה‎, transl. Milhemet Levanon Harishona)  começou em 6 de junho de 1982, quando as Forças de Defesa de Israel invadiram o sul do Líbano - oficialmente, com o objetivo de fazer cessar os ataques dos palestinos da Organização para a Libertação da Palestina (OLP), baseada no Líbano. Nesse dia, com o apoio de milícias libanesas, Israel invadiu o Líbano, chegando até a capital do país, Beirute. Após dois meses de intensos bombardeios israelenses, foi negociada a retirada da OLP da capital libanesa. No ano seguinte, a organização palestina deixou o país.

## Conflito

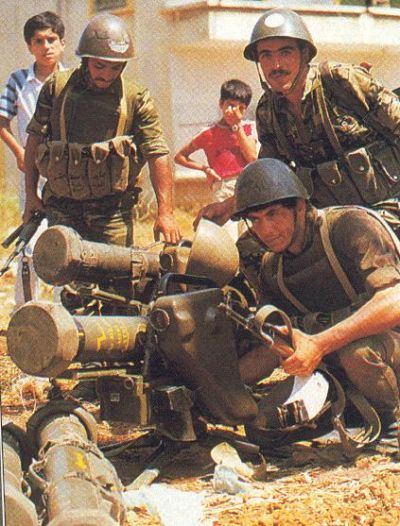
Equipes anti-tanque sírias instalam Milan ATGMs, de fabricação francesa, durante a guerra no Líbano em 1982.

Em 16 de setembro, com a permissão israelense, milícias cristãs libanesas invadiram os campos de refugiados palestinos de Sabra e Chatila, na parte oeste de Beirute, e massacraram a população civil. Não se sabe se o exército israelense desempenhou um papel ativo na carnificina. A ação fora uma represália pelo assassinato, dois dias antes, do presidente eleito Bachir Gemayel.
Um novo presidente libanês pró-israelense, Amin Gemayel (irmão de Bachir) foi eleito, sendo fortemente combatido, com a ajuda da Síria. Israel retirou suas tropas para uma estreita faixa ao longo da fronteira sul do Líbano.
Os EUA enviaram suas tropas ao Líbano depois do massacre de Sabra e Chatila, retirando-se em fevereiro de 1984, em razão das pressões internacionais e da resistência árabe (sírios, libaneses e palestinos). A saída das tropas norte-americanas e, em seguida, das israelenses enfraqueceu os cristãos.
Os drusos dominaram a região do Chouf, área montanhosa ao sul e leste de Beirute, expulsando as comunidades cristãs que ali viviam há séculos.
Os falangistas sofreram significativas derrotas em 1984 e 1985. Ainda em 1985, sob o patrocínio sírio, as três principais facções militares libanesas – a milícia drusa (xiita), a milícia Amal (também xiita, pró-Síria) e a Falange (cristã) – assinam, em Damasco, um acordo para o cessar-fogo. O pacto foi boicotado pelo Hezbollah (grupo xiita apoiado pelo Irã), pelo Movimento al-Murabitun (milícia de maioria sunita) e por setores da comunidade cristã. A violência prosseguiu, com o sequestro de vários estrangeiros e libaneses, o assassinato do primeiro ministro Rashid Karami, em junho de 1987, e sangrentos combates nos subúrbios de Beirute, opondo o Amal e o Hezbollah e a OLP. Amin Gemayel encerrou seu mandato, em setembro de 1988, sem conseguir pacificar o país, transferindo o poder a um gabinete militar liderado pelo general maronita Michel Aoun, o que gerou descontentamento entre os muçulmanos.
Na sequência, Israel cria uma milícia libanesa aliada, o Exército do Sul do Líbano (ESL), e ocorrem 20 invasões aéreas israelenses ao longo de 1988.
Em 1989, uma nova reunião tripartite propõe uma carta de reconciliação nacional (Acordo de Taif), apoiada por EUA, URSS, França, Reino Unido e principais governos árabes. Em 22 de outubro daquele ano, a Assembleia Nacional Libanesa, reunida em at-Taif, na Arábia Saudita, aprova a carta, que determina a participação, em condições de igualdade, de cristãos e muçulmanos no governo e o desarmamento das milícias, exceto das que participam da resistência à ocupação israelense no sul do Líbano.
O general cristão Michel Aoun rejeita o Acordo de Taife e se autoproclama presidente da República.
Novos conflitos eclodem em Beirute entre os maronitas, que apoiam (liderados por Samir Geagea) e os que rejeitam (partidários de Michel Aoun) os acordos de Taife.
Para obter apoio da Síria na coalizão anti-iraquiana, liderada pelos EUA, após a invasão do Kwait pelo Iraque, em 2 de agosto de 1990, os americanos autorizam o ataque final da Síria às tropas leais a Michel Aoun. Os combates terminam em outubro de 1990, quando bombardeios sírios, com apoio de tropas dos exércitos libanês e sírio, destroem o quartel-general de Aoun e o forçam ao exílio na França. Israel não reage à ofensiva síria, para não comprometer a coalizão pró-ocidental anti-iraquiana. Uma frágil paz, estabelecida sob a proteção síria, é formalizada por um tratado em maio de 1991.
Com apoio dos EUA e da Arábia Saudita, a Síria consolida seu domínio sobre o Líbano, mantendo 35 mil soldados no país. O sul do Líbano permanece sob o domínio de Israel e do ESL, que oprimem violentamente a população local, de maioria xiita. Todas as milícias são desarmadas, menos aquelas que atuam na região do sul libanês. Ali, a tensão continua, com a resistência de guerrilheiros do Hezbollah e de grupos laicos nacionalistas, palestinos e comunistas (PSNS, FPLP-CG, PCL) contra a ocupação do território libanês por Israel e pelo Exército do Sul do Líbano.
Em 1996, os israelenses realizam maciços ataques aéreos e de artilharia às posições da guerrilha, atingindo, pela primeira vez desde 1982, os subúrbios de Beirute, e matando centenas de civis.
Em abril de 1998, o gabinete israelense anuncia a intenção de cumprir a Resolução 425 do Conselho de Segurança da ONU, que determina a retirada do Exército de Israel da faixa de 15km no sul do Líbano e o estabelecimento de uma força de paz no local.
Finalmente, em 2000, os israelenses se retiram do sul do Líbano, permanecendo nas fazendas de Shebaa, próximas às Colinas de Golã, pois Israel não considera as fazendas como território libanês.